# Anthony Hamilton-Smith, 3. Baron Colwyn

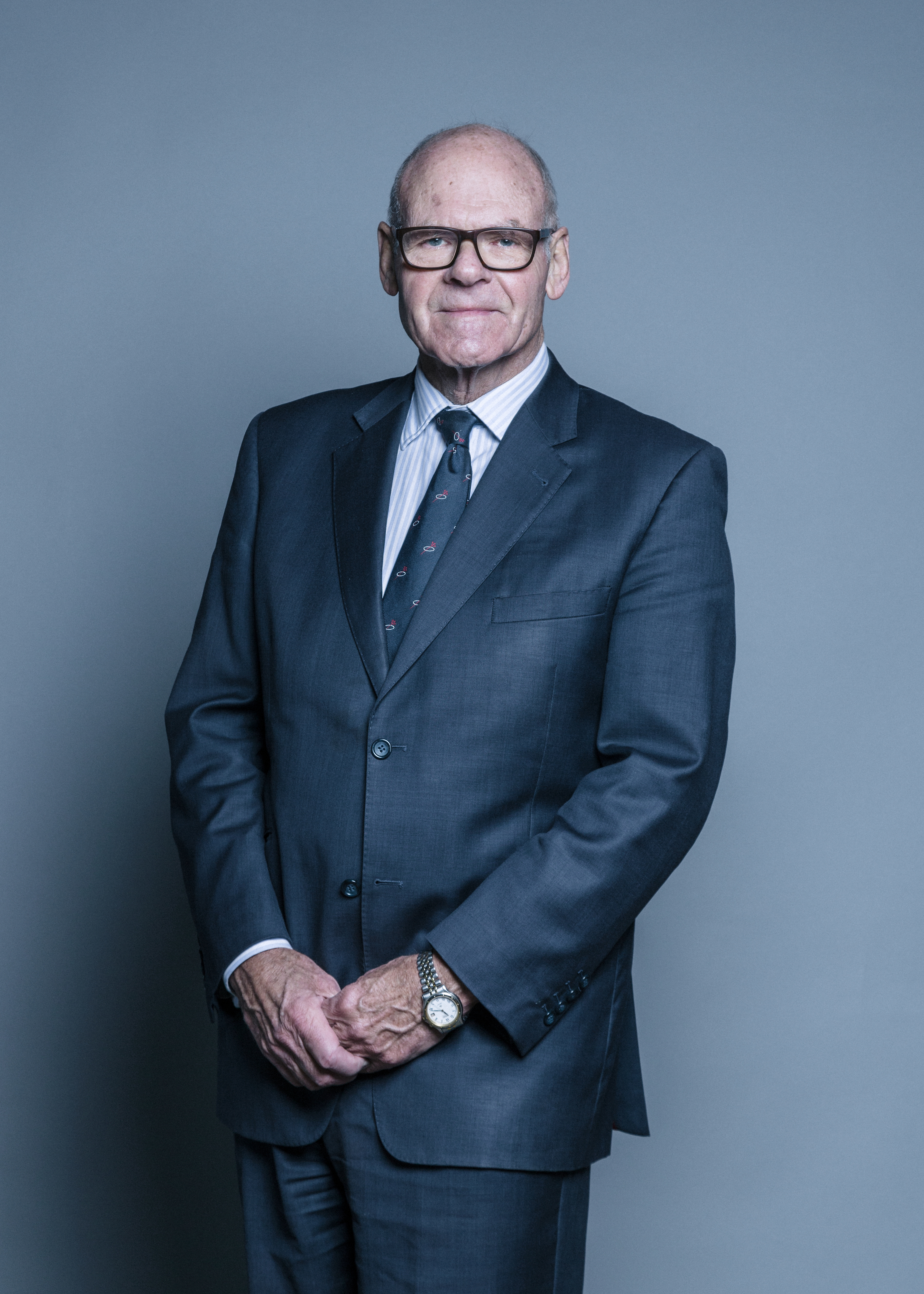
Anthony Hamilton-Smith, 3. Baron Colwyn, 2018

Ian Anthony Hamilton-Smith, 3. Baron Colwyn CBE, (* 1. Januar 1942; † 4. August 2024) war ein britischer Peer und Politiker. 

## Leben
Er war der ältere Sohn von Frederick John Vivian Smith, 2. Baron Colwyn, und dessen Ehefrau Miriam Gwendoline Ferguson. Er änderte seinen Familiennamen von Smith zu Hamilton-Smith. Am 29. Mai 1966 erbte er beim Tod seines Vaters dessen Adelstitel als 3. Baron Colwyn, of Colwyn Bay in the County of Denbigh, und als 3. Baronet, of Colwyn Bay in the County of Denbigh.
Er besuchte das Cheltenham College. Er studierte Zahnmedizin an der University of London. Seine praktische Ausbildung erhielt er am St Bartholomew’s Hospital und am Royal Dental Hospital, zwei renommierten Lehrkrankenhäusern der Universität London. Er erwarb zunächst den Bachelor of Dental Surgery (BDS) und schloss 1966 sein Studium als Doktor der Zahnmedizin (Licentiate in Dental Surgery, LDS) ab und wurde als Zahnarzt zugelassen. Im selben Jahr (1966) wurde er Mitglied des Royal College of Surgeons of England. Von 1966 bis 2007 arbeitete er als niedergelassener Zahnarzt in eigener Praxis.
Er war von 1995 bis 2001 Vorsitzender (Chair) der Dental Protection Ltd, einer Non-Profit-Organisation zur Unterstützung von Zahnärzten. Er war Direktor (Director) der Medical Protection Society (1996–2001), von 1997 bis 2001 Vorsitzender (Chair) von Project Hope, einer Hilfsorganisation für Kinder, und Vorsitzender (Chair) der Hilfsorganisation „Action Against Hunger“ (2000/2001).
Er war Präsident der Natural Medicines Society (1988–2005), der Huntington’s Disease Association (1991–1998) und der Society for Advancement of Anaesthesia in Dentistry (1993–1998). Er war weiters Präsident der Arterial Health Foundation (1993–2004), der British Dental Association (BDA) in den Jahren 1994 und 1995, und Mitglied des Verwaltungsrats (Council Member) der Medical Protection Society (1994–2001).
Er war Schirmherr (Patron) des Eastman Research Institute Trust (1990–2001). Seit 2004 war er Treuhänder (Trustee) des Portman Estate. Er war weiters Fellow des Industry and Parliament Trust und Mitglied der Royal Society of Medicine. Zwischen 1999 und 2001 war er Fellow des Institute of Directors. 2005 wurde er Fellow der British Dental Association.

## Mitgliedschaft im House of Lords
Als Baron Colwyn war er vom 29. Mai 1966 bis zu seinem Rücktritt am 21. Juli 2022 Mitglied des House of Lords. Er nahm seinen Parlamentssitz erstmals am 2. Januar 1967 ein und schloss sich der Fraktion der Conservative Party an. Er gehörte zu den 92 gewählten Erb-Peers (Hereditary Peers), die nach dem House of Lords Act 1999 ihren Sitz im House of Lords behielten.
Er war Mitglied zahlreicher Unter- und Sonderausschüsse im House of Lords. Er war Vorsitzender (Chairman) des Offices Sub-Committee on Refreshment (1997–2004), Mitglied des Science and Technology Sub-Committee III (Complementary Medicine; 2000–2001), Mitglied des Select Committee on EU (Sub-Committee G; 2004–2007, zuständig für Angelegenheiten der Europäischen Union) und Mitglied des Science and Technology Select Committee (2007–2011).
Seit 2007 war er im House of Lords „Deputy Chairman of Committees“. Seit 2008 war er Stellvertretender Sprecher (Deputy Speaker) des House of Lords. Im Juli 2011 kandidierte er im House of Lords für das Amt des Lord Speaker. In einer Stichwahl unterlag er mit 285:296 Stimmen gegen Frances D’Souza, Baroness D’Souza.
Als politische Interessengebiete gab er auf der offiziellen Internetpräsenz des House of Lords an: Gesundheitspolitik, Zahnmedizin, Komplementärmedizin, Kunst und Sport.
Er war Mitglied (Member) der Conservative Medical Society. Er war Vorstandsmitglied (Executive Member) der Association of Conservative Peers (2004–2010).

## Ehrungen
Im Juni 1989 wurde er, in Anerkennung seiner Verdienste um die Politik, zum Commander des Order of the British Empire ernannt. Bei den Parliamentary Jazz Awards, die er mit initiierte und als einer der Vorsitzende der Parlamentariergruppe aktiv unterstützte, wurde er 2021 mit einem „APPJAG Special Award“ ausgezeichnet.

## Privates
Er heiratete im Mai 1964 seine erste Ehefrau Sonia Jane Morgan; die Ehe wurde 1977 geschieden. Aus der Ehe gingen zwei Kinder hervor, eine Tochter, Jacqueline Jane Hamilton-Smith (* 1967), die 1999 Sean Pertwee heiratete, und ein Sohn, Craig Peter Hamilton-Smith (* 1968), der ihn 2024 als 4. Baron beerbte. Seit März 1977 war er in zweiter Ehe mit Nicola Jeanne Tyers verheiratet. Aus der zweiten Ehe gingen zwei Töchter hervor, Kirsten Antonia Hamilton-Smith (* 1981) und Tanya Nicole Hamilton-Smith (* 1983).
Zu Hamilton-Smiths Hobbys gehörten Golf und Musik. Er trat als semi-professioneller Musiker und Bandleader auf. 
Gemeinsam mit seinem Schulfreund Jim Beach gründete er eine Band, die international tourte und später als Lord Colwyn Organisation auf Tanz- und Wohltätigkeitsbällen spielte. Als Jazz-Trompeter wirkte er auch an der Seite von Adelaide Hall im Ronnie Scott’s Jazz Club. Mit einer von ihm zusammengestellten Big Band trat er in der Royal Albert Hall mit Red Skelton auf. Bis 2021 war er einer der Vorsitzenden der All Party Parliamentary Jazz Appreciation Group des Parlaments.